# 近藤麻理恵
近藤 麻理恵（こんどう まりえ、1984年10月9日 - ）は、片づけコンサルタント。こんまり（KonMari）の通称でも知られる。

## 概要
2010年発売の『人生がときめく片づけの魔法』は、世界40か国で翻訳され1,300万部を売り上げた。2015年に『TIME』誌「世界で最も影響力のある100人」に選出された。2019年、Netflixで公開された『KonMari〜人生がときめく片づけの魔法〜』は、エミー賞で2部門にノミネートされ人気ノンフィクション番組1位となる。

## 人物・来歴
東京都中央区立久松小学校、普連土学園中学校・高等学校を経て、東京女子大学で社会学を専攻する。兄と妹がいる。
5歳頃から『ESSE』など主婦雑誌を愛読していた。中学時代から片づけにこだわり、大学2年在学時に19歳で片付けについてアドバイスを始め、「こんまり®メソッド」を表す。「ジェンダーの視点から見た掃除/片づけ」を卒論として卒業後、リクルートエージェントに勤めるも2009年に退職する。片付けコンサルタントを生業として女性限定の「乙女の整理収納レッスン」や「社長の整理収納レッスン」などを始める。
一人の客から片付け本の執筆を勧められたことを契機に、ライティング講座を6か月受講して『人生がときめく片づけの魔法』をまとめると各種マスコミ媒体で耳目を集め、世界40か国で翻訳されて1,300万部を売り上げた。2010年から2011年にかけて『王様のブランチ』『NHKニュースおはよう日本』『ひるおび!』『中居正広の金曜日のスマたちへ』などのテレビ番組に出演した。
2014年春に結婚して拠点をアメリカへ移した。2015年に『TIME』誌の「最も影響力のある100人」2015年版artist部門で、米国女優ジェイミー・リー・カーティスの推薦で選出された。
2019年1月1日にNetflixで、近藤が米国の家庭を訪問して片付けを手解きするドキュメンタリーシリーズ『KonMari 〜人生がときめく片づけの魔法〜』（原題：Tidying Up with Marie Kondo）が世界190か国で公開される。本作はエミー賞2部門にノミネートされ、2019年最も人気のノンフィクション番組に選出され、米国など世界で知られる。ドイツでは、日めくりカレンダー Duden - Auf gut Deutsch! 2023 の2月2日付に、“>das strikte Ordnungskonzept KonMari<”（「几帳面な片づけ術こんまり」）が2010年代、世界的に成功を納めた、と記載された。
2019年8月2日に楽天は、「こんまりメソッド (KonMari Method)」の普及啓発を手がけるアメリカのスタートアップ企業「KonMari Media, Inc.」の株式を過半数取得したと発表し、11月18日からKonMari Media Incのサイト内でネットショップを開いた。
2020年8月3日からインターネットショッピングモール「楽天市場」で「KonMari TOKIMEKI LIFEー片づけの先にある、ときめく暮らしー」を開いて“愛用品になる日用品”を紹介する。

### 「片付け」から家族重視への転機
2021年1月28日に第3子妊娠を発表し、4月23日に男児出産を発表した。2021年からカリフォルニア州に在住している。
2023年1月26日の米紙『ワシントン・ポスト』などで、「3人目の子供の誕生を機に家族と過ごす時間を重視するようになり」「良い意味で（片付けのプロフェッショナルであることを）諦め」「自宅は散らかっている」と述べ、賛否両論となる。

## 著書

### 単著
- 『人生がときめく片づけの魔法』（サンマーク出版、2011年）ISBN 9784763131201
- 『人生がときめく片づけの魔法2』（サンマーク出版、2012年）ISBN 9784763132413
- 『毎日がときめく片づけの魔法』（サンマーク出版、2014年）ISBN 9784763133526
- 『イラストでときめく片づけの魔法』（サンマーク出版、2015年）ISBN 9784763134271
- 『人生がときめく魔法の片づけノート』（扶桑社、2018年）ISBN 9784594079123
- 『人生がときめく片づけの魔法 改訂版』（河出書房新社、2019年）ISBN 9784309287225
- 『人生がときめく片づけの魔法2 改訂版』（河出書房新社、2019年）ISBN 9784309287232

### 共著
- 『マンガで読む人生がときめく片づけの魔法』（漫画：ウラモトユウコ、サンマーク出版、2017年）ISBN 9784763135513
- 『キキとジャックス なかよしがずっとつづく かたづけのまほう』（作、絵と文：サリナ・ユーン、文響社、2019年）ISBN 9784866511610
- 『Joy at Work 片づけでときめく働き方を手に入れる』（スコット・ネンシェインと共著、古草秀子訳、河出書房新社、2020年）ISBN 9784309249742
- 『おしゃべりな部屋』（川村元気と共著、中央公論新社、2022年）ISBN 9784120055102

## 出演
リアリティ番組
- KonMari 〜人生がときめく片づけの魔法〜（2019年1月1日 - 配信、Netflix）

ドキュメンタリー番組
- 情熱大陸（2015年12月27日、毎日放送、TBS系列）

CM
- ダノン「BIO」（2015年）

ラジオ
- LANDIC presents こんまり近藤麻理恵のときめきラジオ（2024年4月〜、bayfm）

## 演じた俳優
テレビドラマ
- 仲間由紀恵（役名は乗田磨輝子）『人生がときめく片づけの魔法』（2013年9月27日、読売テレビ）